# No Time to Think
No Time to Think fue un álbum lanzado en mayo de 1982 por el grupo de punk islandés Purrkur Pillnikk liderado por el cantante y trompetista Einar Örn Benediktsson. Publicado en formato LP a través de la discográfica Gramm, el álbum estaba integrado por 4 canciones, todas en inglés.

## Lista de canciones
1. Excuse Me (2:41)
2. Surprise (1:01)
3. Googooplex (2:24)
4. For Viewing (1:39)

## Músicos
- Vocalista y trompeta: Einar Örn Benediktsson.
- Bajo: Bragi Ólafsson.
- Guitarra: Friðrk Erlingsson.
- Batería: Ásgeir Ragnar Bragason.